# 인류 미토콘드리아 DNA 하플로그룹
인류유전학(Human Genetics)에서 인류 미토콘드리아 DNA 하플로그룹(Human Mitochondrial DNA Haplogroup, mt-DNA)은 인류 미토콘드리아 DNA의 차이에 의해 정의되는 하플로그룹이다. 하플로그룹은 미토콘드리아 계통수(Phylogenetic Tree)의 주요 갈래를 나타내는데 사용된다. 미토콘드리아 DNA는 모계로만 유전되며 Y-DNA 하플로그룹보다 훨씬 오래 보존되며, 유골에는 대부분 나오지 않는 Y-DNA에 비교하여 모든 유골에 발견되기 때문에 미토콘드리아 DNA를 통해 인류가 아프리카에서 이동했다는 것을 알게 되었다. 유골과 현생 인류에 있는 미토콘드리아 DNA(mt-DNA)를 통해 집단유전학자들은 인류가 옛부터 남성, 여성 모두 식량과 기후로 인해 아프리카에서 긴 시간 이동하면서 하플로그룹이 분화되었고 각 대륙으로 퍼져나가 정착했다는 것을 알 수 있게 되었다. 이후 Y-DNA의 연구 또한 진행되어 미토콘드리아 DNA에 의한 인류 아프리카 기원설에 더 신빙성을 추가하였다.
하플로그룹의 문자 이름은 A부터 Z까지 쓰인다. 다만 이는 대체로 발견된 순서에 따라 이름이 지어진 것으로 실제 유전적 관계를 반영하지 않는다.
이러한 모든 집단의 시초가 되는 여성, 곧 모든 현생 인류의 모계의 가장 최근의 공통 선조(Most Recent Common Ancestor, MRCA)는 흔히 미토콘드리아 이브라고 불린다.

## 분화 계보

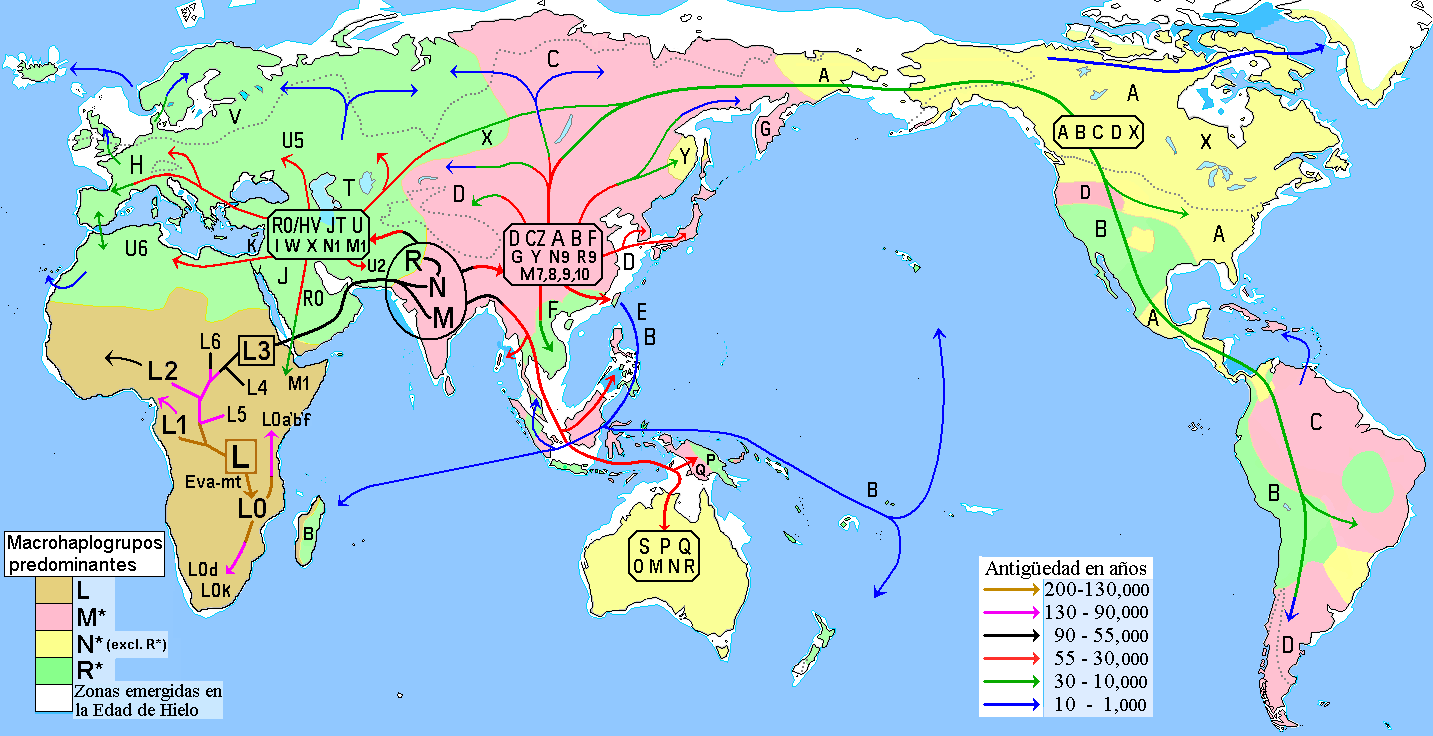
미토콘드리아 DNA 하플로그룹의 확산 경로 모델 및 그 분포.

### 계통형 자료
이 계통수는 매니스 반 오븐(Mannis van Oven)의 PhyloTree 웹 사이트의 세계 인류 mtDNA 계보(Global Human mtDNA Phylogenetic Tree)에 근거한다.
- L (미토콘드리아 이브)
  - L0
  - L1-6
    - L1
    - L2-6
      - L5
      - L2'3'4'6
        - L2
        - L3'4'6
          - L6
          - L3'4
            - L4
            - L3
              - M
                - M8: CZ (C, Z)
                - M9: E
                - M12'G: G
                - M29'Q: Q
                - D

              - N
                - N1: I
                - N2: W
                - N9: Y
                - O
                - A
                - S
                - X
                - R
                  - R0 (FMKA pre-HV)
                    - HV: (H, V)

                  - pre-JT or R2'JT
                    - JT: (J, T)

                  - R9: F
                  - R11'B: B
                  - P
                  - U (이전에는 UK)
                    - U8: K

### 표형 자료
| 인류 미토콘드리아 DNA (mtDNA) 하플로그룹 계보 |                       |      |      |      |      |      |      |      |      |      |      |      |      |      |    |    |        |        |   |   |   |   |   |   |   |  |   |   |   |   |  |  |  |  |    |    |    |
|                                               | 미토콘드리아 이브 (L) |      |      |      |      |      |      |      |      |      |      |      |      |      |    |    |        |        |   |   |   |   |   |   |   |  |   |   |   |   |  |  |  |  |    |    |    |
| L0                                            | L1–6                  | L1–6 | L1–6 | L1–6 | L1–6 | L1–6 | L1–6 | L1–6 | L1–6 | L1–6 | L1–6 | L1–6 | L1–6 | L1–6 |    |    |        |        |   |   |   |   |   |   |   |  |   |   |   |   |  |  |  |  |    |    |    |
| L0                                            | L1                    | L2   |      |      |      | L3   | L3   | L3   | L3   | L3   | L3   | L3   | L3   | L3   | L3 | L3 | L3     | L3     |   |   |   |   |   |   |   |  |   |   |   |   |  |  |  |  | L4 | L5 | L6 |
| L0                                            | L1                    | L2   | M    | M    | M    | M    | M    | M    | M    | N    | N    | N    | N    | N    | N  |    |        |        |   |   |   |   |   |   |   |  |   |   |   |   |  |  |  |  | L4 | L5 | L6 |
| L0                                            | L1                    | L2   | CZ   | CZ   | D    | E    | G    | Q    |      | O    | A    | S    | R    | R    | R  | R  | R      | R      | R | R | R | R | R | R | R |  | I | W | X | Y |  |  |  |  | L4 | L5 | L6 |
| L0                                            | L1                    | L2   | C    | Z    | D    | E    | G    | Q    | B    | O    | A    | S    | F    | R0   | R0 |    | pre-JT | pre-JT |   |   | P | P |   | U |   |  | I | W | X | Y |  |  |  |  | L4 | L5 | L6 |
| L0                                            | L1                    | L2   | C    | Z    | D    | E    | G    | Q    | B    | O    | A    | S    | F    | HV   | HV | JT | JT     | K      |   |   | P | P |   |   |   |  | I | W | X | Y |  |  |  |  | L4 | L5 | L6 |
| L0                                            | L1                    | L2   | C    | Z    | D    | E    | G    | Q    | B    | O    | A    | S    | F    | H    | V  | J  | T      | K      |   |   | P | P |   |   |   |  | I | W | X | Y |  |  |  |  | L4 | L5 | L6 |

## 연대순 하플로그룹의 분화

### 유럽인의 하플로그룹
브라이언 사이키스(Bryan Sykes)는 현대 유럽인에 대한 7개의 주요 미토콘드리아 계통을 주장했지만 현재 다른 이들은 10~12개를 들고 있다. 이러한 추가적인 "딸들"은 일반적으로 하플로그룹 I, M, W가 포함된다. 최근 연구에서는 H, J, K, N1, T, U4, U5, V, X, W가 유럽인의 하플로그룹으로 재조정되었다.
| 하플로그룹 | 기원 가능성 있는 연대 | 기원 가능성 있는 장소            | 가장 높은 빈도 |
| N          | 75,000년 전           | 인도 또는 남아시아               |                |
| R          | 70,000년 전           | 인도 또는 남아시아               |                |
| U          | 60,000년 전           | 북동아프리카 또는 서남아시아     |                |
| pre-JT     | 55,000년 전           | 중동                             |                |
| JT         | 50,000년 전           | 중동                             |                |
| U5         | 50,000년 전           | 서아시아                         |                |
| U6         | 50,000년 전           | 북아프리카                       |                |
| U8         | 50,000년 전           | 서아시아                         |                |
| pre-HV     | 50,000년 전           | 근동                             |                |
| J          | 45,000년 전           | 근동 또는 코카서스               |                |
| HV         | 40,000년 전           | 근동                             |                |
| H          | 35,000년 전 이상      | 서아시아                         |                |
| X          | 30,000년 전 이상      | 북동유럽                         |                |
| U5a1       | 30,000년 전           | 유럽                             |                |
| I          | 30,000년 전           | 코카서스 또는 북동유럽           |                |
| J1a        | 27,000년 전           | 근동                             |                |
| W          | 25,000년 전           | 북동유럽 또는 서북아시아         |                |
| U4         | 25,000년 전           | 중앙아시아                       |                |
| J1b        | 23,000년 전           | 근동                             |                |
| T          | 17,000년 전           | 메소포타미아                     |                |
| K          | 16,000년 전           | 근동                             |                |
| V          | 15,000년 전           | 이베리아에서 스칸디나비아로 이동 |                |
| H1b        | 13,000년 전           | 유럽                             |                |
| K1         | 12,000년 전           | 근동                             |                |
| H3         | 10,000년 전           | 서유럽                           |                |

## 같이 보기
- 인류 Y-염색체 DNA 하플로그룹
- 유전학
  - *(하플로그룹)
  - 집단유전학

## 참고 문헌
1. ↑  PhyloTree.org - Global human mtDNA phylogenetic tree
2. ↑  Loogväli et al., "Disuniting Uniformity: A Pied Cladistic Canvas of mtDNA Haplogroup H in Eurasia," Molecular Biology and Evolution Volume21 Issue11 (2004), pp. 2012~2021.